# Locomotiva Alifana V 1-3
Le locomotive a vapore del gruppo n.1-3 erano un gruppo di locotender a tre assi, alimentate a carbone, che la Ferrovia Alifana acquisì per il servizio sulla propria linea a scartamento ridotto di 950 mm, per Piedimonte d'Alife. La n. 2 venne ceduta nel 1926 alla Ferrovia Circumetnea, che la immatricolò come FCE n.14.

## Storia

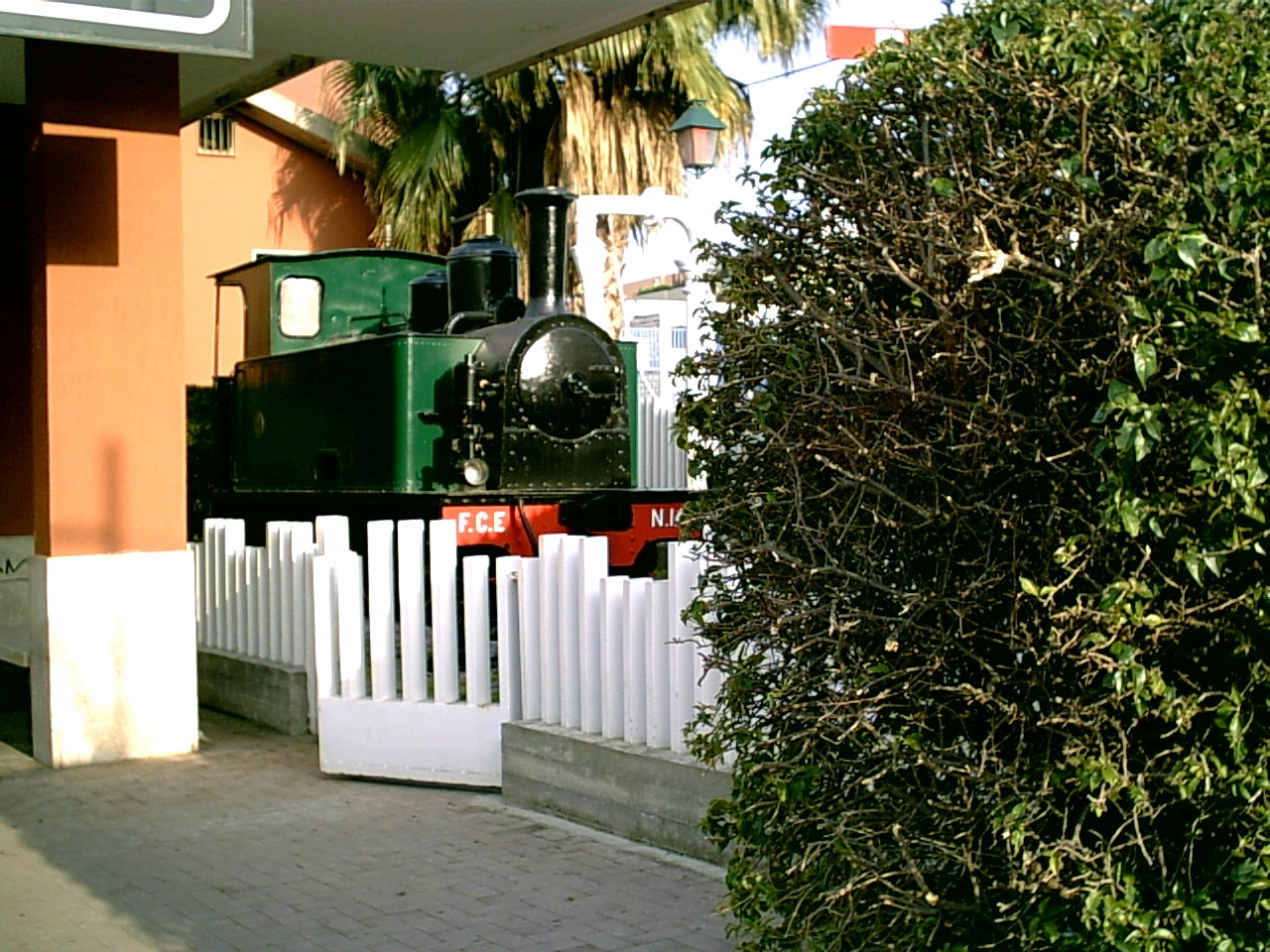
La locomotiva a vapore n.14, monumentata alla stazione di Catania Borgo.

Nel 1909, la Compagnie des Chemins de Fer du Midi de l'Italie ordinò le 3 locomotive alla fabbrica belga di locomotive di Liegi, Ateliers de construction de La Meuse, per la trazione dei treni sulla tratta Biforcazione-Caiazzo-Piedimonte d'Alife (detta linea "Alifana" Alta) . Furono immatricolate come gruppo V 1-3. Erano caratterizzate da ruote molto piccole, 750 mm di diametro. 
La numero 2, costruita a Liege nel 1909 con il numero di fabbrica 2224, fu venduta nel 1926 alla Ferrovia Circumetnea, che la immatricolò come FCE n.14; tuttavia, a differenza di come la Circumetnea era solita fare, ad essa non le attribuì alcun nome. La locomotiva n.14 è l'unica delle tre ad esser sopravvissuta, ed è esposta come monumento sul lato ovest della stazione di Catania Borgo. 
Le altre due locomotive, in seguito all'interruzione della linea "Alifana Alta" per danni di guerra dal 1944 al 1952, furono poco usate e infine accantonate a metà degli anni cinquanta, furono infine demolite all'inizio degli anni sessanta in seguito alla ricostruzione e trasformazione a scartamento normale della linea.

## Caratteristiche

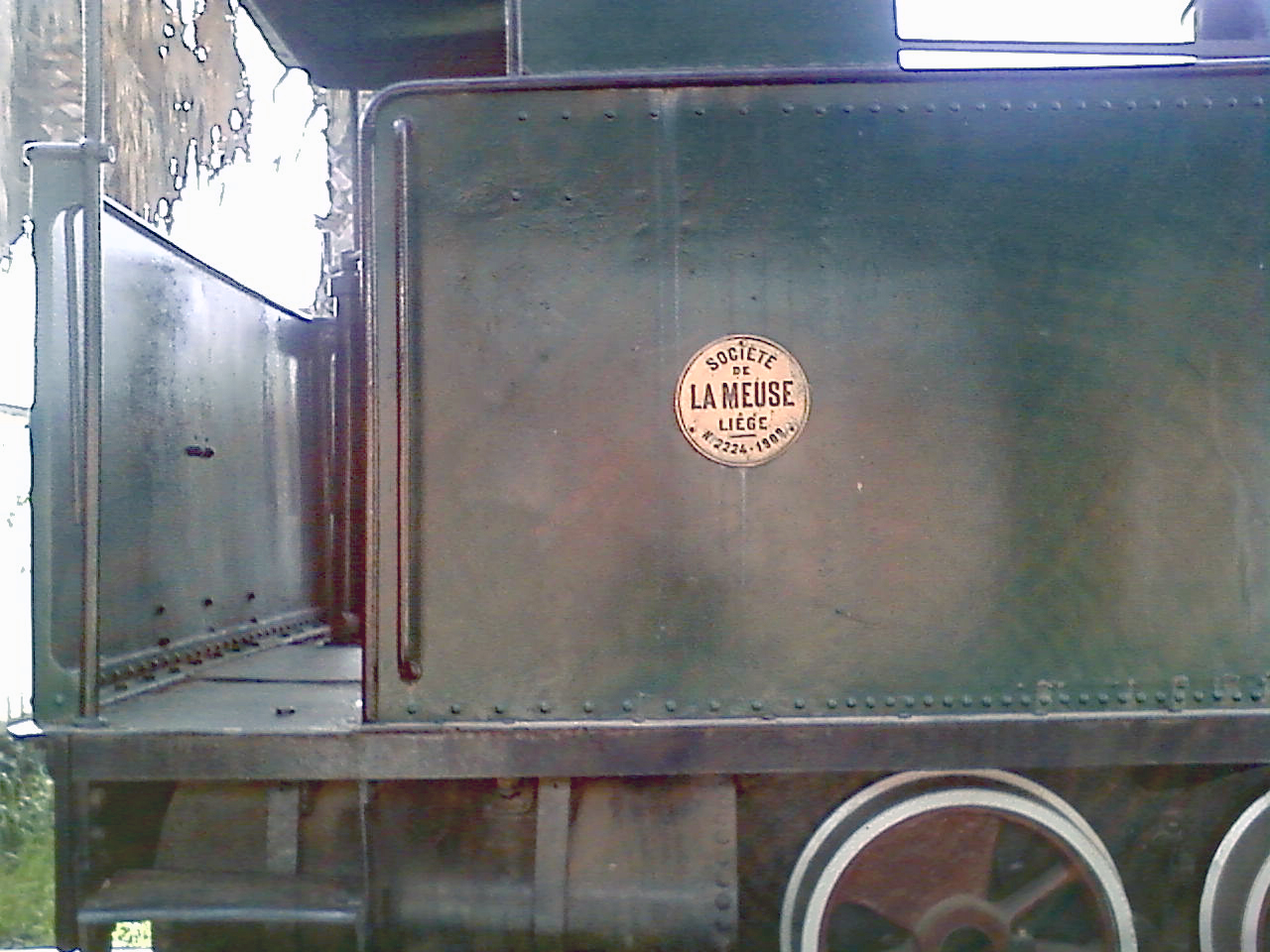
Targa di fabbrica della locomotiva FCE n.14, esposta alla stazione di Catania Borgo.

Le locomotive erano a semplice espansione e del tipo locotender, con motore a 2 cilindri esterni, distribuzione a cassetto piano, azionamento esterno sistema Walschaerts; il rodiggio era 0-3-0T con ruote di diametro molto piccolo, 758 mm. Erano munite di freno ad aria compressa Westinghouse e freno di stazionamento a mano.

## Deposito locomotive di assegnazione
- Santa Maria Capua Vetere (1910-1926)
- Catania Borgo (dal 1926)